# Vrbas
Vrbas är en flod som rinner genom västra Bosnien och Hercegovina och mynnar ut i floden Sava. Bosnien och Hercegovinas näst största stad Banja Luka ligger vid Vrbas. Runt floden finns ett flertal mineralrika varma källor som påstås ha läkande effekt. Dessa utnyttjas även av simhallar.